# Cantó de Carbon Blanc
El cantó de Carbon Blanc és un cantó francès del departament de la Gironda, situat al districte de Bordeus. Té sis municipis i el cap és Carbon Blanc.

## Municipis
- Ambarés e la Grava
- Carbon Blanc
- Senta Eulalia
- Sent Lobés
- Sent Sulpici e Camairac
- Sent Vincenç de Pau

## Història
| Data d'elecció                           | Identitat         | Partit           | Qualitat |
| ---------------------------------------- | ----------------- | ---------------- | -------- |
| 1951-1968                                | René Cassagne     | SFIO             |          |
| 1968-                                    | Philippe Madrelle | SFIO, després PS |          |
| les dades anteriors no són pas conegudes |                   |                  |          |
|                                          |                   |                  |          |

## Demografia
| 1962   | 1968   | 1975   | 1982   | 1990   | 1999   | 2006   |
| ------ | ------ | ------ | ------ | ------ | ------ | ------ |
| 13.425 | 17.566 | 21.420 | 26.132 | 30.657 | 34.092 | 37.171 |